# Pierce Manning Butler Young

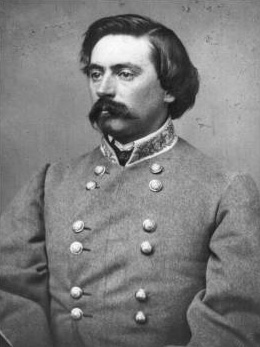
Pierce M. B. Young

Pierce Manning Butler Young (* 15. November 1836 in Spartanburg, South Carolina; † 6. Juli 1896 in New York City) war fünfmaliger Kongressabgeordneter für Georgia und Generalmajor des Heeres der Konföderierten Staaten von Amerika im Sezessionskrieg.

## Leben
Youngs Familie zog in seiner Jugend ins Bartow County (Georgia). Dort absolvierte Young eine militärische Ausbildung am Georgia Military Institute. 1857 schrieb sich Young an der US-Militärakademie in West Point ein, allerdings verließ er die Akademie wenige Monate vor seinem Abschluss nach dem Austritt Georgias aus der Union. So trat Young am 2. März 1861 seinen Dienst als 2nd Lieutenant in der Artillerie der Konföderiertenarmee an. Schnell zum Lieutenant Colonel befördert, gehörte Young zur Brigade Wade Hamptons in J.E.B. Stuarts Kavalleriekorps. Nachdem Young im Maryland-Feldzug von Stuart gelobt wurde, stieg er am 1. November 1862 zum Oberst und am 28. September 1863 zum Brigadegeneral auf. 1864 kommandierte er Hamptons ehemalige Division und im November desselben Jahres wurde er zur Verteidigung Augustas entsandt, welches von den Truppen der Nordstaaten unter General William T. Sherman bedroht wurde. In dieser Funktion stoppte er den Vormarsch Shermans und wurde am 30. November 1864 zum Generalmajor unter Hampton befördert.
Nach dem Krieg startete Young eine erfolgreiche Karriere als Politiker. So wurde er in den Jahren 1868 bis 1875 insgesamt fünfmal für Georgia ins Repräsentantenhaus der Vereinigten Staaten gewählt und reiste in den Jahren 1872, 1876 und 1880 als Delegierter zu den Nationalkongressen der Demokratischen Partei. 
1893 wurde er als Nachfolger von Romualdo Pacheco Botschafter der Vereinigten Staaten für Honduras und Guatemala. Young verstarb am 6. Juli 1896 in New York City und wurde in der Nähe seiner alten Plantage bei Cartersville beerdigt.